# Agenzia spaziale civile ecuadoriana
L'Agenzia spaziale civile ecuadoriana (EXA) è un organismo civile dell'Ecuador e condurre la ricerca scientifica nella scienza spaziale e planetaria. Essa è stata fondata il 1º novembre 2007. Il personale comprende il suo primo turista spaziale ecuadoriano, Ronnie Nader, e il suo notevole risultato è stato quello di costruire il primo satellite ecuadoriano.
nanosatellite NEE-01 Pegaso.